# Peyton Manning
Peyton Manning (født 24. marts 1976) er en tidligere amerikansk fodboldspiller fra USA, der spillede quarterback for NFL-holdet Denver Broncos og er kendt som en af ligaens bedste quarterbacks. Han blev draftet af Colts i 1998 som den første spiller det år. 
Han var en af de bedst betalte spillere i NFL-ligaen og har igennem sin karriere sat en lang række rekorder, herunder bl.a.:
- Flest sæsoner med over 4,000 yards: 7, 1999–2004, 2006
- Flest sæsoner med over 4,000 yards i træk: 6, 1999–2004
- Flest sæsoner med over 25 touchdownkast i træk: 9, 1998-2006
- Kampe med en 'perfekt' quarterback rating: 4 (incl en playoff kamp)
- Bedst quarterback rating i en sæson: 121,1, 2004
- Eneste quarterback der har kastet 10 eller flere touchdowns til 3 forskellige wide receivers i en sæson: 2004: Marvin Harrison (14) Reggie Wayne (12) Brandon Stokley (10)
- Eneste spiller der er blevet udnævnt til league-MVP 5 gange: 2003, 2004, 2008, 2009 og 2013.

Forud for sin NFL-karriere spillede han for University of Tennessee, hvor han satte mange universitetsrekorder, blandt andet for antal totalt kastede yards (11201), kastede touchdowns (89) og kastede yards i enkelt kamp (523, han ejer derudover også anden og tredjepladsen i denne kategori).
Peyton Manning er den mellemste søn af tidligere New Orleans Saints quarterback Archie Manning. Han er storebror til nuværende New York Giants quarterback Eli Manning og lillebror til college wide-reciever Cooper Manning.